# Valeri Voronin
Valeri Voronin   (Moscou, 17 de juliol de 1939 - Moscou, 19 de maig de 1984) fou un futbolista rus de la dècada de 1960.
Fou 63 cops internacional amb la selecció soviètica amb la qual participà en la Copa del Món de Futbol de 1962 i 1966.
Pel que fa a clubs, defensà els colors de FC Torpedo Moscou.